# Epioblasma ahlstedti
Epioblasma ahlstedti је шкољка из реда Unionoida и фамилије Unionidae.

## Угроженост
Ова врста није на црвеној листи.

## Распрострањење
Ареал врсте је ограничен на једну државу. 
Сједињене Америчке Државе су једино познато природно станиште врсте, тачније река Дак, Камберленд висораван, Тенеси

## Станиште
Станиште врсте су слатководна подручја.